# Grizedale Tarn
Der Grizedale Tarn ist ein See im Lake District, Cumbria, England.
Der Grizedale Tarn liegt westlich des Out Dubs Tarn im Grizedale Forest und ist der einzige natürliche und einzige benannte von mehreren teilweise künstlichen Seen in diesem Waldgebiet. Der See hat keinen erkennbaren Zufluss, sein unbenannter Abfluss mündet in den Grizedale Beck.
Der See diente im Zweiten Weltkrieg zur Wasserversorgung in Notfällen für ein Kriegsgefangenenlager von Offizieren, das sich im nahegelegenen Anwesen von Grizedale Hall befand.